# Kabinett Suzuki
| Amt                                                                                  | Name | Partei  | Faktion         |
| ------------------------------------------------------------------------------------ | --- | ------- | --------------- |
| Premierminister                                                                      | Suzuki Zenkō | LDP     | (Suzuki)        |
| Justizminister                                                                       | Okuno Seisuke | LDP     | —               |
| Außenminister                                                                        | Itō Masayoshi bis 18. Mai 1981 Sonoda Sunao ab 18. Mai 1981                                                             | LDP LDP | Suzuki —        |
| Finanzminister                                                                       | Watanabe Michio | LDP     | —               |
| Bildungsminister                                                                     | Tanaka Tatsuo | LDP     | Fukuda          |
| Gesundheits- und Sozialminister                                                      | Saitō Kunikichi bis 19. September 1980 Sonoda Sunao 19. September 1980 bis 18. Mai 1981 Murayama Tatsuo ab 18. Mai 1981 | LDP LDP | Suzuki — Suzuki |
| Minister für Landwirtschaft, Forsten und Fischerei                                   | Kameoka Takao | LDP     | Tanaka          |
| Minister für Internationalen Handel und Industrie                                    | Tanaka Rokusuke | LDP     | Suzuki          |
| Verkehrsminister                                                                     | Shiokawa Masajūrō | LDP     | Fukuda          |
| Postminister                                                                         | Yamauchi Ichirō | LDP     | Suzuki          |
| Arbeitsminister                                                                      | Fujio Masayuki | LDP     | Fukuda          |
| Bauminister                                                                          | Saitō Shigeyoshi | LDP     | Tanaka          |
| Innenminister Vorsitzender der Nationalen Kommission für Öffentliche Sicherheit      | Ishiba Jirō bis 17. Dezember 1980 Abiko Tōkichi ab 17. Dezember 1980                                                    | LDP LDP | Tanaka —        |
| Chefkabinettssekretär                                                                | Miyazawa Kiichi | LDP     | Suzuki          |
| Leiter des Amts des Premierministers Leiter der Behörde für die Entwicklung Okinawas | Nakayama Tarō | LDP     | Fukuda          |
| Leiter der Behörde für Verwaltungsaufsicht                                           | Nakasone Yasuhiro | LDP     | Nakasone        |
| Leiter der Verteidigungsbehörde                                                      | Ōmura Jōji | LDP     | Tanaka          |
| Leiter des Wirtschaftsplanungsamts                                                   | Kōmoto Toshio | LDP     | Kōmoto          |
| Leiter der Behörde für Wissenschaft und Technologie                                  | Nakagawa Ichirō | LDP     | Nakagawa        |
| Leiter der Umweltbehörde                                                             | Kujiraoka Hyōsuke | LDP     | Kōmoto          |
| Leiter der Behörde für die Entwicklung Hokkaidōs Leiter der Behörde für Staatsland   | Hara Kenzaburō | LDP     | Nakasone        |

Anmerkung: Der Parteivorsitzende und Premierminister gehört während seiner Amtszeit offiziell keiner Faktion an.